# アイラ・ダヴェンポート
アイラ・ダヴェンポート（Ira Nelson Davenport、1887年10月13日 - 1941年7月17日）は、アメリカ合衆国の陸上競技選手及び野球選手である。彼は、1912年に開催されたストックホルムオリンピックの800メートル走で銅メダルを獲得した。

## 経歴
アイラ・ダヴェンポートは、1910年にシカゴ大学を卒業し、同年には440ヤード走で48秒8の世界最高記録を打ち立てている。
彼はストックホルムオリンピックに、400メートル走と800メートル走にアメリカ合衆国代表として出場した。400メートル走では準決勝で敗退したが、800メートル走では7月6日の予選5組で1分59秒0の1位、7月7日の準決勝2組では1分55秒9の4位で勝ち進み、7月8日の決勝に挑んだ。
決勝では、同じアメリカ代表のテッド・メレディスが当時の世界新記録となる1分51秒9で金メダルを獲得し、ダヴェンポートはやはりアメリカ代表のメルビン・シェパードと同じ1分52秒0のタイムだったが、わずかの差でシェパード2位、ダヴェンポート3位となって、アメリカ勢がメダルを独占する結果となった。
なお、彼はこのオリンピックで公開競技として行われた野球競技にも、アメリカ合衆国代表として出場している。
シカゴ大学に在学中だった1909年から卒業後の1911年までの間はフットボールの選手としても活躍し、後にはアイオワ州ダビュークに定住して、同地にあるロラス大学（en:Loras College）でカレッジフットボールチームのコーチとなった。 